# Jules Thorel
Jules Ernest Thorel est un homme politique né le 9 septembre 1842 à Louviers (Eure) et mort le 22 octobre 1906 à Paris.

## Biographie
Entrepreneur en vannerie, il est conseiller municipal en 1874, conseiller d'arrondissement en 1883, maire en 1887, conseiller général en 1889, il est député de l'Eure de 1889 à 1899 puis sénateur de 1898 jusqu'à son décès en 1906.
Il demeure vieille route d’Évreux, à Louviers.
La place de Rouen à Louviers est rebaptisée en son honneur.

## Sources
- « Jules Thorel », dans le Dictionnaire des parlementaires français (1889-1940), sous la direction de Jean Jolly, PUF, 1960 [détail de l’édition]